# Carol Lewis
Carol LeGrant Lewis-Zilli, ameriška atletinja, * 8. avgust 1963, Birmingham, Alabama, ZDA.
Nastopila je v skoku v daljino na poletnih olimpijskih igrah v letih 1984 in 1988, leta 1984 je dosegla deveto mesto. Leta 1983 je v isti disciplini osvojila bronasto medaljo na svetovnem prvenstvu. Štirikrat je osvojila naslov ameriške državne prvakinje v skoku v daljino in prav tako štirikrat dvoranski naslov. 
Njen brat je atlet Carl Lewis.